# Chaerephon russatus
Chaerephon russata là một loài động vật có vú trong họ Dơi thò đuôi, bộ Dơi. Loài này được J. A. Allen mô tả năm 1917.